# Tournées de Nightwish

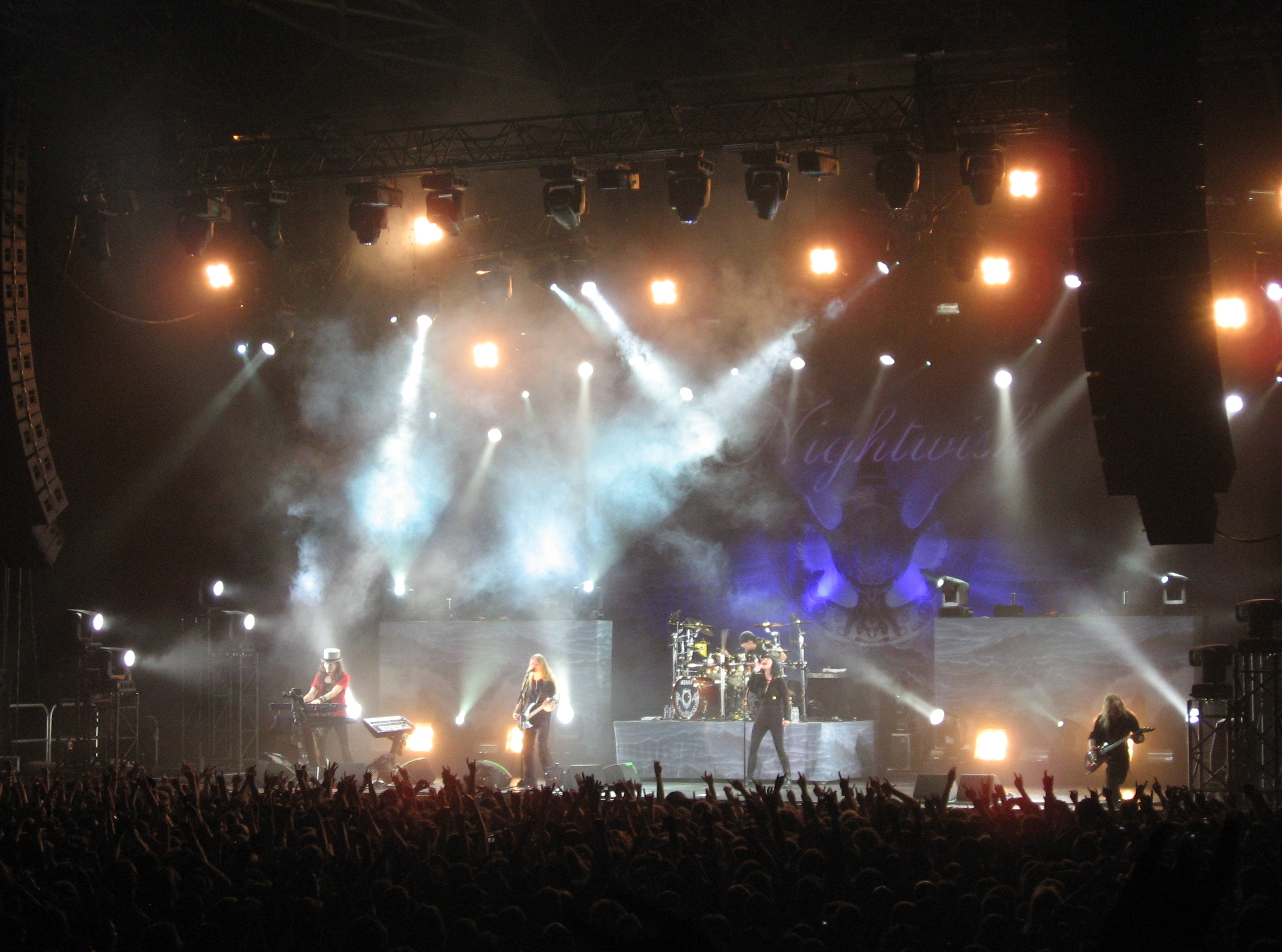
Nightwish à Paris (avril 2008)

Cet article présente les tournées du groupe de metal symphonique finlandais Nightwish.

## Angels Fall First (1997)
- Concert unique à Kitee (Finlande) le 31 décembre 1997.

## Oceanborn European Tour (1998 - 1999)
La tournée de l'album Oceanborn est la première tournée européenne du groupe et leurs premiers concerts en dehors de la Finlande. Elle a regroupé 66 dates dans 8 nouveaux pays. 
| Pays      | Concerts | Note |
| --------- | -------- | ---- |
| Finlande  | 40       |      |
| Allemagne | 14       |      |
| Pays-Bas  | 1        |      |
| Pologne   | 1        |      |
| Belgique  | 1        |      |
| Espagne   | 5        |      |
| Suisse    | 2        |      |
| Italie    | 1        |      |
| Autriche  | 1        |      |

Début de la tournée : 9 janvier 1998 à Helsinki (Finlande)

Fin de la tournée : 12 décembre 1999 à Ludwigsburg (Allemagne)

## Wishmastour (2000 - 2001)
La tournée de Wishmaster a regroupé 97 dates dans 19 pays d'Europe et pour la première fois en Amérique du Sud et au Canada. Le concert à la ville de Tampere (Finlande) a été filmé pour le DVD "From Wishes to Eternity" le 29 décembre 2000. Le groupe a été accueilli dans 12 nouveaux pays dont la France.
| Pays               | Concerts | Note                    |
| ------------------ | -------- | ----------------------- |
| Belgique           | 3        |                         |
| Finlande           | 46       | Concert filmé à Tampere |
| Allemagne          | 17       |                         |
| Brésil             | 3        |                         |
| Chili              | 1        |                         |
| Argentine          | 2        |                         |
| Panama             | 1        |                         |
| Mexique            | 3        |                         |
| France             | 5        |                         |
| Espagne            | 1        |                         |
| Suisse             | 2        |                         |
| Autriche           | 3        |                         |
| Hongrie            | 2        |                         |
| République tchèque | 1        |                         |
| Pays-Bas           | 1        |                         |
| Canada             | 2        |                         |
| Corée du Sud       | 1        |                         |
| Suède              | 1        |                         |
| Russie             | 2        |                         |

Début de la tournée : 11 mai 2000 à Vosselaar (Belgique)

Fin de la tournée : 15 septembre 2001 à Nivala (Finlande)

## Century Child World Tour (2002-2003)
Cette première tournée mondiale comprendra 58 concerts dans 21 pays. Pour la première fois, le groupe se produit en Slovénie, en Norvège, au Royaume-Uni et aux États-Unis. 
| Pays         | Concerts | Note |
| ------------ | -------- | ---- |
| Finlande     | 9        |      |
| Allemagne    | 11       |      |
| Mexique      | 1        |      |
| Chili        | 1        |      |
| Argentine    | 1        |      |
| Brésil       | 6        |      |
| Hongrie      | 2        |      |
| Corée du Sud | 1        |      |
| Russie       | 3        |      |
| Belgique     | 1        |      |
| Autriche     | 1        |      |
| Pays-Bas     | 2        |      |
| Espagne      | 3        |      |
| France       | 1        |      |
| Suède        | 3        |      |
| Slovénie     | 1        |      |
| Norvège      | 2        |      |
| Suisse       | 2        |      |
| Royaume-Uni  | 2        |      |
| États-Unis   | 3        |      |
| Canada       | 1        |      |

Début de la tournée : 22 juin 2002 à Jämsä (Finlande)

Fin de la tournée : 27 septembre 2003 à Moscou (Russie)

## Once World Tour (2004-2005)
Le Once World Tour est la première tournée mondiale de grande ampleur : 130 dates dans 32 pays.
Le groupe se produit dans 11 pays de plus que pour le Century Child World Tour.
| Pays               | Concerts | Note                                        |
| ------------------ | -------- | ------------------------------------------- |
| Finlande           | 16       | Concert filmé au Hartwall Arena de Helsinki |
| Estonie            | 2        |                                             |
| Pays-Bas           | 4        |                                             |
| France             | 3        |                                             |
| Suède              | 7        |                                             |
| Allemagne          | 18       |                                             |
| Grèce              | 2        |                                             |
| Espagne            | 4        |                                             |
| Royaume-Uni        | 11       |                                             |
| Norvège            | 6        |                                             |
| États-Unis         | 11       |                                             |
| Autriche           | 2        |                                             |
| Hongrie            | 2        |                                             |
| Italie             | 1        |                                             |
| Suisse             | 3        |                                             |
| Belgique           | 3        |                                             |
| Roumanie           | 2        |                                             |
| Chili              | 2        |                                             |
| Argentine          | 1        |                                             |
| Brésil             | 7        |                                             |
| Colombie           | 1        |                                             |
| Équateur           | 1        |                                             |
| Mexique            | 3        |                                             |
| Canada             | 3        |                                             |
| Danemark           | 2        |                                             |
| Japon              | 4        |                                             |
| Australie          | 4        |                                             |
| Pologne            | 1        |                                             |
| République tchèque | 1        |                                             |
| Portugal           | 1        |                                             |
| Slovaquie          | 1        |                                             |
| Slovénie           | 1        |                                             |

Début de la tournée : 22 mai 2004 à Kitee (Finlande)

Fin de la tournée : 21 octobre 2005 à Helsinki (Finlande) Renvoi de Tarja Turunen.

## Dark Passion Play World Tour (2007-2009)
La tournée avec Anette Olzon comprendra 167 dates au total pour 30 pays, donc 6 nouveaux pays (Irlande, Serbie, Croatie, Islande, Luxembourg et Israël).
| Pays               | Concerts | Note                                                  |
| ------------------ | -------- | ----------------------------------------------------- |
| Israël             | 1        |                                                       |
| États-Unis         | 60       | Plusieurs concerts annulés en 2008 (chanteuse malade) |
| Canada             | 12       |                                                       |
| Danemark           | 2        |                                                       |
| Suède              | 4        |                                                       |
| Norvège            | 3        |                                                       |
| Finlande           | 15       |                                                       |
| Autriche           | 1        |                                                       |
| Allemagne          | 10       |                                                       |
| Pays-Bas           | 2        |                                                       |
| Luxembourg         | 1        |                                                       |
| Belgique           | 4        |                                                       |
| Royaume-Uni        | 9        |                                                       |
| Irlande            | 1        |                                                       |
| France             | 8        |                                                       |
| Espagne            | 4        |                                                       |
| Portugal           | 2        |                                                       |
| Mexique            | 2        |                                                       |
| Serbie             | 1        |                                                       |
| Suisse             | 3        |                                                       |
| Russie             | 2        |                                                       |
| Islande            | 1        |                                                       |
| Brésil             | 10       |                                                       |
| Argentine          | 1        |                                                       |
| Chili              | 1        |                                                       |
| Italie             | 2        |                                                       |
| Croatie            | 1        |                                                       |
| Hongrie            | 1        |                                                       |
| Slovénie           | 1        |                                                       |
| République tchèque | 1        |                                                       |

Début de la tournée : 6 octobre 2007 à Tel Aviv (Israël)

Fin de la tournée : 19 septembre 2009 à Helsinki (Finlande)

## Endless Forms Most Beautiful World Tour (2015-2016)
La tournée du premier album avec la troisième chanteuse, Floor Jansen, compte environ 119 concerts.

## Invités sur scène
| Année                | Photo | Invité(e)                   | Album/chanson                                                                            | Instrument                                               | Autre(s) groupe(s)    |
| -------------------- | ----- | --------------------------- | ---------------------------------------------------------------------------------------- | -------------------------------------------------------- | --------------------- |
| - 1998 - 2000 - 2001 |       | Tapio « Tonquemada » Wilska | - Oceanborn (1998) - Over the Hills and Far Away (2000) - From Wishes to Eternity (2001) | Voix                                                     | - Sethian - Finntroll |
| - 2000               |       | Sam Hardwick                | - Dead Boy's Poem (2000) - Bless the Child                                               | Voix                                                     | ...                   |
| - 2000 - 2001        |       | Tony Kakko                  | - Over the Hills and Far Away (2000) - From Wishes to Eternity (2001)                    | Voix                                                     | - Sonata Arctica      |
| - 2000               |       | Ike Vil                     | - The Kinslayer (2000)                                                                   | Voix                                                     | - Babylon Whores      |
| - 2004               |       | Jens Johansson              | - Once (2004)                                                                            | Clavier                                                  | - Stratovarius        |
| - 2004 - 2006        |       | John Two-Hawks              | - Once (2004) - End of an Era (2006)                                                     | - Voix - Flûte indienne                                  | - John Two-Hawks      |
| - 2004 - 2007        |       | London Session Orchestra    | - Once (2004) - Dark Passion Play (2007)                                                 | Orchestre                                                | ...                   |
| - 2007               |       | Troy Donockley              | - Dark Passion Play (2007)                                                               | - Cornemuse irlandaise - Flûte irlandaise (Irish wistle) | ...                   |
| - 2007               |       | Phil Anselmo                | - The Poet and the Pendulum (2007)                                                       | Voix                                                     | - Pantera - Down      |
| - 2007               |       | Nollaig Kasey               | - Dark Passion Play (2007)                                                               | Violon irlandais                                         | ...                   |
| - 2007               |       | Senni Eskilinen             | - Dark Passion Play (2007)                                                               | - Kantele                                                | ...                   |

## Groupes assurant les premières parties de concert
| Photo | Groupe invité | Origine  | Tournée                                                                                      |
| ----- | ------------- | -------- | -------------------------------------------------------------------------------------------- |
|       | Pain          | Suède    | Dark Passion Play World Tour (de 2007 à 2009)                                                |
|       | Indica        | Finlande | Dark Passion Play World Tour 2009                                                            |
|       | Apocalyptica  | Finlande | Dark Passion Play World Tour Concert final de la tournée au Hartwall Arena d'Helsinki (2009) |
|       | Arch Enemy    | Suède    | Endless Forms Most Beautiful Europe Tour (du 13 novembre au 19 décembre 2015)                |
|       | Amorphis      | Finlande | Endless Forms Most Beautiful Europe Tour (du 13 novembre au 19 décembre 2015)                |

dark passion play world Tour 2008 iced earth expocité Québec (qc)